# Залеский, Степан Осипович
Степа́н О́сипович Зале́ский, или Залесский (также Станислав Иосифович, или Стефан Иосафатович, пол. Stanisław Szczepan Zaleski; 3 августа 1858, Варшава — 12 июля 1923, там же), — российский и польский биохимик, специалист в области бальнеологии и гидрологии.

## Биография
Родился 3 августа 1858 года в Варшаве.
Окончил медицинский факультет Варшавского университета (1881), в течение года стажировался как прозектор под руководством М. Д. Чаусова. В 1882—1886 годах в ординатуре в Дерптском университете, занимался у Г. Бунге, К. Шмидта, А. фон Эттингена и И. Т. Лемберга, одновременно исполнял обязанности ассистента в Фармакологическом институте при университете под началом Р. Коберта и Х. Х. Майера. В 1886 году защитил диссертацию на степень доктора медицины «Исследования над печенью. I. Железо печени», в которой подошёл к обнаружению ферритина.
В 1885—1888 годах доцент физиологии, физиологической химии и климатологии Дерптского университета, а с 1887 года ещё и сотрудник Дерптского ветеринарного института. Редактировал русский раздел многоязычного медицинского словаря «Terminologia Medica Polyglotta». Широкий резонанс в профессиональной среде имела статья Залесского «О нецелесообразности серебряных трахеотомических канюль» («Медицинское обозрение», 1888, вып. 8).
В 1888—1894 годах работал в Томске, профессор неорганической, органической и медицинской химии в Томском университете. Предпринял несколько поездок по Сибири с научными целями. С 1894 года в Санкт-Петербурге. В 1897—1901 годах профессор общей, аналитической и физиологической химии на Высших женских курсах, затем профессор химии в Санкт-Петербургском университете. С 1902 года редактировал фармацевтическую газету «Рецепт».
В 1903 году предпринял экспедицию для изучения минеральных вод в Восточной Сибири и Маньчжурии. По возвращении занял пост директора Славянских минеральных вод, на котором оставался до 1906 года. В 1906 году заведовал русским павильоном на Международной бальнеологической выставке в Спа.
В 1907 году вернулся в Санкт-Петербург. В 1907—1912 и 1916—1918 годах председатель Польского союза врачей и естествоиспытателей в Петербурге. В 1920 году вернулся в Польшу. В ходе битвы под Варшавой 13—17 августа 1920 года организовал госпиталь для раненых польских бойцов в Нешаве.
Умер 12 июля 1923 года в Варшаве.

## Награды
Награждён Орденом Святого Станислава 3-й степени (1891), Орденом Святого Владимира 3-й степени (1909).

## Семья
Жена (до 1911 г.) — пианистка Ядвига Залесская.